# Chiesa della Beata Vergine Lauretana (Romans d'Isonzo)
La chiesa della Beata Vergine Lauretana si trova a Versa, frazione di Romans d'Isonzo (GO). È una chiesa sussidiaria della parrocchia di Sant'Andrea a Versa.
Situata all’incrocio di tre strade di campagna, la chiesa ha una pianta semplice: navata unica, cappella laterale, presbiterio quadrato e sacrestia. La facciata è intonacata in bianco, con campanile a vela e monofora campanaria.

## Storia
Originariamente dedicata alla Madonna dei Miracoli, la chiesa fu costruita tra il XVI e il XVII secolo su una precedente edicola votiva; il primo nucleo era una cappella corrispondente all'attuale presbiterio, con pavimentazione in cocciopesto.
Tra il 1619 e il 1645 venne ampliata con la navata e il pronao, e successivamente con la cappella di San Rocco. Nel XVII secolo furono aggiunti gli stucchi barocchi, attribuiti a Giovanni Pacassi, che decorano l'arco santo e la cappella laterale.
Ulteriori modifiche nel XVIII e XIX secolo includono la costruzione della sacrestia, l'altare marmoreo e il rifacimento della facciata. Restaurata negli anni '90 del secolo scorso, è stata riportata alla sua forma originaria a capanna.

## Interno
All’interno si trovano ex voto, stucchi ricchi di motivi floreali e angeli, e un altare maggiore in marmo con statue di San Nicolò e San Pietro Martire. Un affresco della Madonna con Bambino, riscoperto durante i restauri, proviene dalla primitiva edicola votiva e oggi è visibile sul fianco sinistro della navata.